# 国民革命军第六十七军
国民革命军第六十七军历史上四次组建。

## 歷史

### 第一次组建
1933年2月，东北军以第7、第10、第17旅等部合编组建第六十七军：
- 军长王以哲/1937年2月吴克仁
- 副军长翁照垣/吴克仁
- 第107师，师长刘翰东
- 第110师，师长张政钫。1935年10月1日，对陕甘宁苏区第3次围剿作战中10月，在甘泉县劳山地区被红十五军团以围城打援的战法全歼第110师师部又2个团，毙伤师长何立中以下1000余人，俘团长以下3700余人，缴获长短枪3000余支，轻重机枪180余挺，炮12门，战马300余匹和电台1部。[2]该师番号被取消。
- 第117师，师长翁照垣/吴克仁

1935年驻洛川围剿陕北红军。1936年，江淮仁第108师、第129师拨归该军建制。1937年3月调至皖北界首，各部分驻阜阳、涡阳、沈丘等地，所部整编为2个乙种师：第117师并入第107师，金奎壁任师长；第五十一军第115师并入第108师，张文清任师长；第129师调归第五十三军。
1937年7月抗战爆发后，隶属第六战区参加津浦路北段沿线作战。又调上海松江参加淞沪会战。强渡苏州河战斗中，军长吴克仁牺牲。事后国民政府军政部根据战区报告，称吴克仁为叛变投敌。随后六十七军番号被撤销，缩编为第108师，拨归中央军王敬久部。

### 第二次组建
抗战爆发后，1937年8月，川军刘湘第二十一军部分部队编为第161、第162师。1938年2月，第161、第162师合编组建第六十七军，隶属王缵绪第29集团军。
- 军长许绍宗(第29集团军副总司令、代总司令)/1940年11月29日佘念慈
- 副军长王士、廖震、彭诚孚、王卓凡、1940年7月18日佘念慈
- 第161师，师长许绍宗兼
- 第162师，师长彭诚孚兼/1939年佘念慈

1943年4月上旬随第29集团军从河南内乡出发，经保康县、三斗坪过长江，军部及第161师驻澧县，第162师驻桃源县属宜窝潭整训。1943年秋，该军番号撤消，第161、第162师改隶第四十四军。第六十七军军长佘念慈因盗卖军粮免职。

### 第三次组建
1943年9月胡宗南嫡系部队新编第26师、中央军嫡系的骑兵第7师等部组建第六十七军，隶属第八战区下属的晉陝綏邊區總司令部：
- 军长何文鼎
- 副军长朱钜林
- 新编第26师：师长何文鼎兼
- 骑兵第7师：师长朱钜林/张绍武。1944年该师调出归胡宗南指挥，驻甘肃静宁。[6]

抗战胜利后，该军辖新26师、新编第22师、伪蒙疆军骑兵第5师等。1945年10月绥远战役中，第六十七军军部、军直特务营及新编第26师共约5000人，10月24日夜至25日上午在卓资山被八路军第一二〇师第三五八旅歼灭。全歼4000余人，缴获各种枪支896件，何文鼎的日记也被三五八旅缴获。该军番号撤销。

### 第四次组建
1948年10月陆军第二编练司令部在江西上饶成立，组建3个师，后编成第六十七军：
- 军长刘廉一
- 第218师，师长郭文灿
- 第219师，师长何世统
- 第385师，师长金伯潜

1949年初改隶京沪杭警备总司令部直辖，部署于浙赣铁路的第二线。1949年4月下旬渡江战役开始后，该军撤退至广东潮汕地区，改隶第12兵团。1949年10月19日海运舟山，參加登步島戰役，第67軍所屬之第67師（原第219師）因此被命名為「登步部隊」。
1954年，67軍變更番號為第2軍，下轄第57師（原第39師）、第81師（原第4師）、第84師（原第67師）。第2軍於1976年1月1日變更番號為第5軍，於1976年8月16日再變更番號為第32軍。1989年7月1日陸精六號計畫實施，32軍（新竹軍）移駐花蓮，併編步兵第210師（前身為青年軍第208師）師部及陸勤部第二指揮部，並改編為陸軍花東防衛司令部
。